# Dia Europeu das Línguas

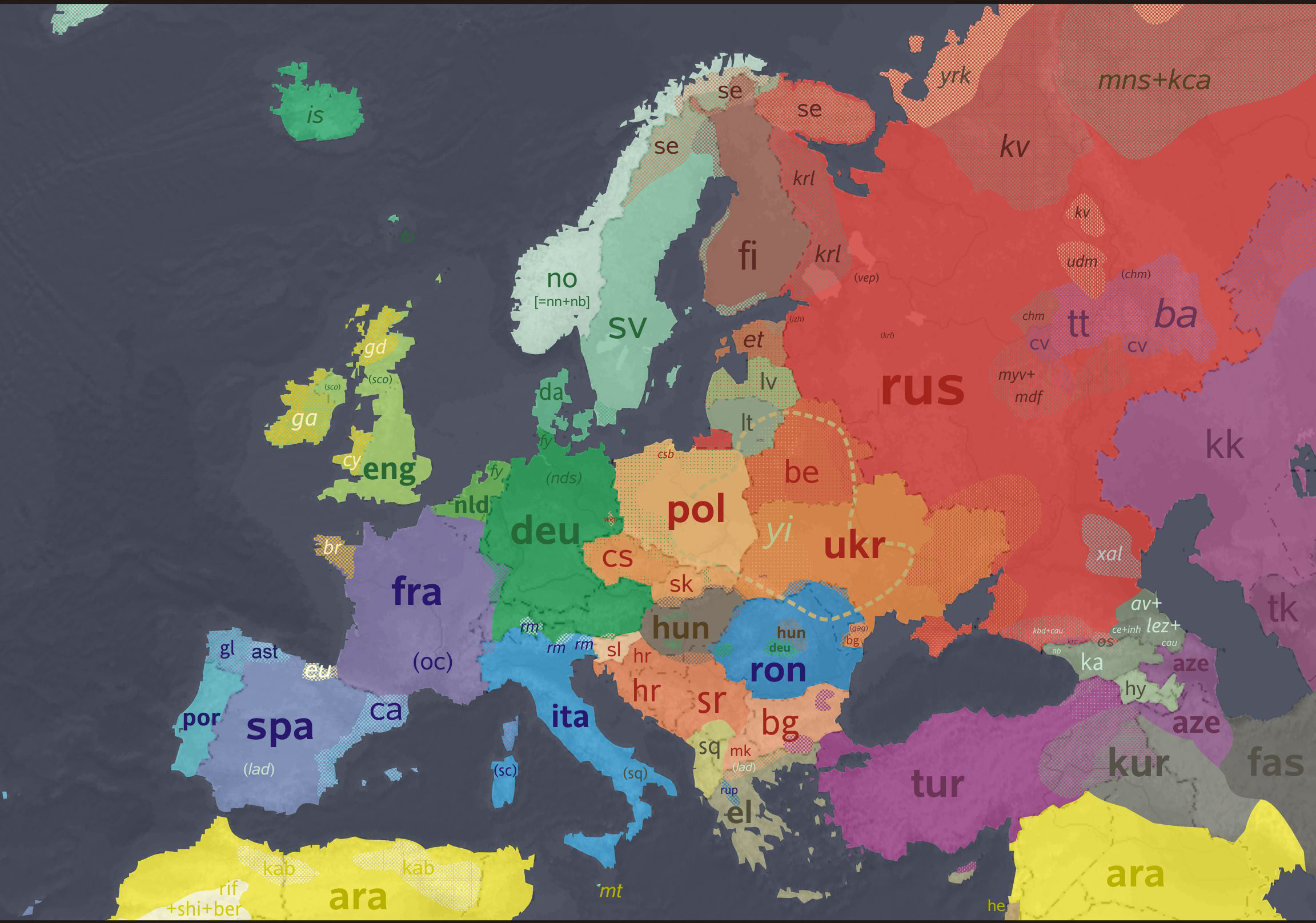
Línguas da Europa

A 26 de setembro celebra-se o Dia Europeu das Línguas, tal como proclamado a 6 de dezembro de 2001 pelo Conselho da Europa, que nesse ano realizou com o apoio da União Europeia o Ano Europeu das Línguas. O seu principal objetivo é o de fomentar a aprendizagem de idiomas em toda a Europa, ao longo de toda a vida, mas visa também favorecer o plurilinguismo e a comunicação intercultural e, de maneira mais evidente, celebrar a diversidade linguística e cultural do continente. Assim, todos os europeus são encorajados a iniciar a aprendizagem de um novo idioma ou de ter orgulho nas suas habilidades linguísticas. Da mesma maneira, os responsáveis por fornecer acesso ao ensino de idiomas são encorajados a facilitar o público a aprender todo um conjunto de línguas e a apoiar iniciativas de promoção a quaisquer línguas. Existe tambêm um ênfase na aprendizagem de um outro idioma que não o inglês.
Para comemorar esta ocasião, é dado início a uma série de eventos por toda a Europa, incluindo aquelas dirigidas a crianças e jovens, programas de rádio e televisão, aulas de idiomas e conferências. Os estados-membros e potenciais parceiros recebem rédea livre na organização de atividades, sendo estas coordenadas a nível nacional, e a pedido do Conselho da Europa, por um «intermediário».